# Port lotniczy Edmonton
Port lotniczy Edmonton – międzynarodowy port lotniczy położony 36 km na południe od centrum Edmonton, w prowincji Alberta. Jest 5. co do wielkości portem lotniczym w Kanadzie. W roku 2013 obsłużył 6,9 mln pasażerów.

## Linie lotnicze i połączenia
| Linia                | Kierunek |
| -------------------- | --- |
| Air Canada           | 1. Calgary 2. Montreal 3. San Francisco 4. Toronto-Pearson 5. Vancouver 6. Yellowknife Sezonowo: 1. Cancún |
| Air North            | 1. Calgary 2. Whitehorse |
| Alaska Airlines      | 1. Seattle-Tacoma |
| Canadian North       | 1. Yellowknife |
| Central Mountain Air | 1. High Level 2. Prince George |
| Condor               | Sezonowo: 1. Frankfurt |
| Flair Airlines       | Sezonowo: 1. Abbotsford 2. Cancún 3. Kelowna 4. Kitchener/Waterloo 5. Las Vegas 6. Montreal 7. Phoenix 8. Punto Vallarta 9. Toronto-Pearson 10. Vancouver 11. Victoria 12. Winnipeg |
| KLM                  | 1. Amsterdam |
| Lynx Air             | 1. Toronto-Pearson |
| Northwestern Air     | 1. Fort Chipewyan 2. High Level |
| Porter Airlines      | 1. Ottawa 2. Toronto-Pearson Sezonowo: 1. Montreal |
| Sunwing              | Sezonowo: 1. Calgary 2. Cancún 3. Mazatlán 4. Montego Bay 5. Punta Cana 6. Punto Vallarta 7. San José del Cabo 8. Varadero |
| United Airlines      | 1. Denver |
| WestJet              | 1. Abbotsford 2. Calgary 3. Cancún 4. Comox 5. Fort McMurray 6. Grande Prairie 7. Halifax 8. Kelowna 9. Las Vegas 10. Los Angeles 11. Minneapolis 12. Orlando 13. Phoenix 14. Punto Vallarta 15. Regina 16. Saskatoon 17. Toronto-Pearson 18. Vancouver 19. Victoria 20. Winnipeg 21. Yellowknife Sezonowo: 1. Atlanta 2. Charlottetown 3. Honolulu 4. Huatulco 5. Kahului 6. Mazatlán 7. Moncton 8. Montego Bay 9. Montreal 10. Nanaimo 11. Nashville 12. Ottawa 13. Palm Springs 14. San Francisco 15. San José del Cabo 16. Seattle-Tacoma 17. St. John's |